# Felice De Nicolò
Felice De Nicolò detto Felix (Selva di Val Gardena, 22 marzo 1942 – Bolzano, 4 ottobre 2023) è stato uno sciatore alpino italiano.

## Biografia

### Stagioni 1958-1965
Sciatore polivalente, Felice De Nicolò debuttò in campo internazionale in occasione dell'Internationalen Adelbodner Skitage 1958 (Adelboden, 5-6 gennaio), senza completare né lo slalom gigante né lo slalom speciale; esordì ai Giochi olimpici invernali a Squaw Valley 1960, diciassettenne, arrivando 25º nella discesa libera (l'unica gara nella quale prese il via) e l'anno dopo si classificò 3º nello slalom speciale della 3-Tre di Madonna di Campiglio.
Ai Mondiali di Chamonix 1962 si piazzò 21º nella discesa libera, 9º nello slalom gigante e non completò lo slalom speciale; nella stessa stagione fu 2º nello slalom speciale della 3-Tre di Madonna di Campiglio. Ai IX Giochi olimpici invernali di Innsbruck 1964, sua ultima presenza olimpica, terminò 28º nello slalom gigante (l'unica gara nella quale prese il via); nel 1965 si classificò 3º nella combinata del trofeo del Lauberhorn (Wengen, 9-10 gennaio), 2º nello slalom speciale della Coppa dei Paesi alpini (Davos, 13 febbraio) e 2º nello slalom gigante della Coppa Vitranc (Kranjska Gora, 27 febbraio).

### Stagioni 1966-1970

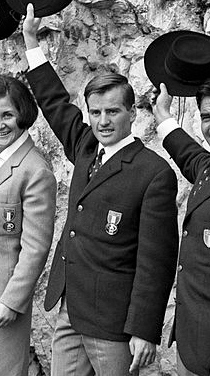
Felice De Nicolò a Selva di Val Gardena nel 1966, al rientro dai Mondiali di Portillo

Ai Mondiali di Portillo 1966 si piazzò 27º nella discesa libera, 15º nello slalom gigante, 21º nello slalom speciale e 8º nella combinata; esordì in Coppa del Mondo il 6 gennaio 1967 a Berchtesgaden in slalom gigante (17º), seconda gara della stagione inaugurale del circuito, e nel 1969 vinse lo slalom speciale della 3-Tre a Madonna di Campiglio (non valido per la Coppa del Mondo).
In Coppa del Mondo conquistò il miglior risultato (nonché unico piazzamento a punti) l'11 gennaio 1970 a Wengen in slalom speciale (7º), ottenne l'ultimo piazzamento il 30 gennaio seguente a Madonna di Campiglio in slalom gigante (21º) e prese per l'ultima volta il via il giorno dopo nella medesima località in slalom speciale, senza completare la gara; ai successivi Mondiali di Val Gardena 1970, sua ultima presenza iridata, non completò lo slalom speciale (l'unica gara nella quale prese il via). Si ritirò durante quella stessa stagione 1969-1970 e la sua ultima gara fu lo slalom speciale del Toni Mark memorial disputato a Saalbach il 20 febbraio, chiuso da De Nicolò al 6º posto.

## Palmarès

### Classiche
3-Tre
- 1 vittoria (slalom speciale a Madonna di Campiglio 1969)

### Coppa del Mondo
- Miglior piazzamento in classifica generale: 50º nel 1970

### Campionati italiani
- 12 medaglie[14]:
  - 5 ori (slalom speciale nel 1962; discesa libera nel 1964; slalom gigante, slalom speciale nel 1967; combinata nel 1969)
  - 4 argenti (discesa libera nel 1961; discesa libera nel 1962; slalom speciale nel 1968; slalom speciale nel 1969)
  - 3 bronzi (slalom gigante nel 1962; slalom gigante nel 1964; slalom speciale nel 1965)